# Cacostola zanoa
Cacostola zanoa är en skalbaggsart som beskrevs av Dillon 1946. Cacostola zanoa ingår i släktet Cacostola och familjen långhorningar. Inga underarter finns listade.